# Place de la République (Fougères)
La place de la République est une place de Fougères, dans le département d'Ille-et-Vilaine.

## Situation et accès
Occupant une position centrale dans la ville, la place est le lieu de convergence au nord, du boulevard Jean-Jaurès et de la rue des Feuteries et au sud du boulevard de la Chesnardière et de la rue de Sévigné.
Plusieurs autres rues locales y convergent : rue Jean-Marie-Chaperon, rue Pasteur, impasse de la Gendarmerie.
Elle est également bordée par l'esplanade des Chaussonières.